# Ulf Brunnberg
Hans Ulf Brunnberg, född 7 april 1947 i Bromma församling, Stockholm, är en svensk skådespelare.

## Biografi
Ulf Brunnberg växte upp i Stockholm hos sin far efter att föräldrarna skildes 1958 när han var 11 år gammal. Båda hans föräldrar men särskilt fadern betraktade hans yrkesval med ogillande. Han hade en bror som flyttade till Kalifornien. Han utbildades vid Calle Flygare Teaterskola och vid Balettakademien i Stockholm. Därefter var han engagerad hos Sandrews under två år och hann då med att vara med i bland annat den svenska uppsättningen av musikalen Hair, tillsammans med Bruno Wintzell. Senare blev han fast anställd vid Stockholms stadsteater där han var verksam under 14 år. Han slog igenom i rollen som Johan i TV-pjäsen Markurells i Wadköping (1968) där han spelade mot Edvin Adolphson och han tilldelades senare Edvin Adolphsons stipendium med motiveringen "Brunnberg är en lymmel, men en satans begåvad lymmel". År 1971 medverkade han i nakenkabarén Oh! Calcutta! på Folkan.
Brunnberg var knuten till Stockholms stadsteater från 1969 till 1976. Under 1980-talet medverkade han i flera farser och komedier på privatteatrarna i Stockholm bland annat En man för mycket, Kuta och kör och Oj då, en till på Folkan. Under 1990-talet producerade han flera olika uppsättningar, bland annat revyerna Flott och lagom och Mulliga Vitaminer. Under några år i slutet av 90-talet var han teaterdirektör på Folkan och producerade exempelvis den svenska premiären av Yasmina Rezas Art. 
Ulf Brunnberg har turnerat med Riksteatern i en rad komedier: Fullpackat i regi av Björn Gustafson (1999), Hela sjukan – en teaterversion av tv-serien Sjukan – (2001) och Skaffa mig en tenor (2010).
Ulf Brunnberg har varit flitigt anlitad som filmskådespelare och är mest känd för rollen som Ragnar Vanheden i de många filmerna om Jönssonligan. År 2005 belönades han med en Guldbagge i kategorin bästa manliga biroll för sin medverkan i Killinggängets film Fyra nyanser av brunt. Många minns honom även som Rutger Ahlenius i komediserien Sjukan (1995) och den olycklige Hans Wästberg i TV4-såpoperan Tre Kronor, en roll han spelade i två säsonger (1994–1995). 
Han medverkade i säsong 5 av SVT-programmet Stjärnorna på slottet (2010–2011).
Efter framgången med Fyra nyanser av brunt gjorde han en rad mer dramatiska roller också på scen: 2007 spelade han i det intima kammarspelet Shining City av Conor McPherson på Playhouse Teater vid Östermalmstorg och säsongen 07/08 återvände han till Stockholms stadsteater för att medverka i Västra kajen av Bernard-Marie Koltès och i Nakna damer på nedre botten mittemot av Bodil Malmsten. Båda föreställningarna regisserades av Åsa Kalmér.
Ulf Brunnberg har även varit politiskt engagerad i det borgerliga lokalpartiet Lidingöpartiet och är mångårig medlem i Skattebetalarnas förening. Han driver också det egna filmproduktionsbolaget AB Prodekta.

## Filmografi

### Film
- 1968 – Lejonsommar
- 1968 – Epiheirisis Apollon
- 1968 – Exercis (TV-film)
- 1968 – Kvinnolek
- 1968 – Komedi i Hägerskog
- 1968 – Het snö
- 1969 – Kameleonterna
- 1969 – Solens barn (TV-film)
- 1971 – Smoke
- 1973 – Smutsiga fingrar
- 1974 – Gustav III
- 1974 – Bibban 49
- 1975 – Monismanien 1995
- 1976 – I lust och nöd
- 1976 – Scapins rackartyg
- 1976 – Kamrer Gunnarsson i skärgården
- 1977 – Peter och draken Elliott (svensk röst)
- 1977 – En bilförsäljare från Gotland
- 1979 – Makten och hederligheten (TV-film)
- 1979 – Jag är med barn
- 1980 – Barna från Blåsjöfjället
- 1981 – Varning för Jönssonligan
- 1981 – Göta kanal
- 1982 – Jönssonligan & Dynamit-Harry
- 1983 – Lyckans ost
- 1983 – G – som i gemenskap
- 1984 – Jönssonligan får guldfeber
- 1984 – Rosen
- 1985 – Examen
- 1986 – Jönssonligan dyker upp igen
- 1986 – Data Morgana
- 1988 – Venus 90
- 1989 – Jönssonligan på Mallorca
- 1992 – Jönssonligan & den svarta diamanten
- 1995 – Jönssonligans största kupp
- 1998 – Lånarna (röst som Ocious P. Potter)
- 1998 – Ett småkryps liv (dubbning) som Smolk
- 1999 – Jönssonligan: Jakten på Mjölner (röst i datorspel)
- 2000 – Jönssonligan går på djupet (röst i datorspel)
- 2000 – Jönssonligan spelar högt
- 2004 – Fyra nyanser av brunt
- 2006 – Vilddjuren (dubbning) som Lasse
- 2010 – För kärleken
- 2011 – Kung Curling
- 2011 – Mannen som dog (kortfilm)
- 2018 – Stackars djur (novellfilm)

### TV
- 1968 – Markurells i Wadköping (TV-serie)
- 1972–1974 – Bröderna Malm (TV-serie)
- 1973 – Ett köpmanshus i skärgården (TV-serie)
- 1975 – Kärleksföreställningen
- 1975 – Från A till Ö (TV-serie)
- 1977 – En by i provinsen (TV-serie) (Danmark)
- 1978 – Forskaren (TV-serie)
- 1979 – Barbies värld (TV-teater)
- 1979 – Selambs (TV-serie)
- 1980 – Hyenan ler faktiskt inte... (TV-film)
- 1980 – Vitsuellt (TV-serie)
- 1980 – Jul igen hos Julofsson (TV-serie)
- 1980 – Från Boston till pop (TV-serie)
- 1981 – Babels hus (TV-serie)
- 1981 – Lysistrate (TV-pjäs)
- 1981 – Jul igen hos Julofsson (TV-serie)
- 1982 – Skulden (TV-serie)
- 1982 – Privatliv (TV-serie)
- 1983 – Spanarna (TV-serie)
- 1983 – Profitörerna (TV-serie)
- 1984 – Nya himlar och en ny jord (TV-serie)
- 1985 – Lösa förbindelser (TV-serie)
- 1985 – Det blåser på månen (TV-serie)
- 1989 – Familjen Schedblad (TV-serie)
- 1991 – 1628 (TV-serie)
- 1991 – Uppfinnaren (TV-serie)
- 1993 – Nästa man till rakning (TV-serie)
- 1994 – Tre Kronor (TV-serie)
- 1994–1995 – Tre Kronor (TV-serie)
- 1995 – Sjukan (TV-serie)
- 1997 – Detta har hänt (TV-serie)
- 2005 – Pappas lilla tjockis (TV-serie)
- 2006 – Möbelhandlarens dotter (TV-serie)
- 2006 – Mästerverket (TV-serie)
- 2007 – Hon och Hannes (TV-serie)
- 2007–2008 – Labyrint (TV-serie)
- 2010 – Sture & Kerstin Forever (TV-serien "Molinska skrönor")

## Teater

### Roller (ej komplett)
| År   | Roll                          | Produktion | Regi                      | Teater                    |
| ---- | ----------------------------- | --- | ------------------------- | ------------------------- |
| 1967 |                               | Lille Malcolm och hans kamp mot eunuckerna (Little Malcolm and His Struggle Against the Eunuchs) David Halliwell                                             | Lars-Levi Læstadius       | Marsyasteatern            |
| 1967 |                               | Skuggor (Swamp Creatures) Alan Seymour | Kaj Ahnhem                | Marsyasteatern            |
| 1968 |                               | Nattcafé Bengt Bratt | Kaj Ahnhem                | Marsyasteatern            |
| 1968 |                               | Hår (Hair) James Rado, Gerome Ragni och Galt MacDermot | Pierre Fränckel           | Scalateatern              |
| 1969 | Kalle Persson                 | Kalle Perssons första krig Max Lundgren | Nils Olsén                | Stockholms skolteater     |
| 1969 | Perchik, student              | Spelman på taket (Fiddler on the Roof) Sheldon Harnick, Joseph Stein och Jerry Bock                                                                          | Henny Mürer               | Stockholms stadsteater    |
| 1971 | Fred                          | Räddad (Saved) Edward Bond | Jan Håkanson              | Stockholms stadsteater    |
| 1971 | Medverkande                   | Oh! Calcutta! Kenneth Tynan | Hans Bergström            | Folkan                    |
| 1972 | Gustav                        | Fordringsägare August Strindberg | Ulf Reinhard              | Dramatiska Institutet     |
| 1973 | Greven av Kent                | Kung Lear (King Lear) William Shakespeare | Kalle Holmberg            | Stockholms stadsteater    |
| 1973 | Mittfält, Nils                | IK Kamraterna Sigvard Olsson och Fred Hjelm | Fred Hjelm                | Stockholms stadsteater    |
| 1974 | Tinker White                  | Bröllopsfesten (The Wedding Feast) Arnold Wesker | Gun Arvidsson             | Stockholms stadsteater    |
| 1975 | Jasja                         | Körsbärsträdgården (Вишнёвый сад, Visjnjovyj sad) Anton Tjechov                                                                                              | Jan Håkanson              | Stockholms stadsteater    |
| 1978 | Guntlack, stortjuv            | Wärdshuset Haren och Vråken Lars Forssell | Fred Hjelm                | Stockholms stadsteater    |
| 1979 |                               | En man för mycket (Move over, Mrs Markham) Ray Cooney och John Chapman                                                                                       | Klaus Pagh                | Folkan                    |
| 1979 | Niklas Botten                 | En midsommarnattsdröm (A Midsummer Night's Dream) William Shakespeare                                                                                        | Göran O. Eriksson         | Stockholms stadsteater    |
| 1979 | von Fox                       | Pinocchio Staffan Götestam och Peter Flack |                           | Folkan                    |
| 1980 | Dunder-Karlsson               | Pippi Långstrump Astrid Lindgren | Staffan Götestam          | Folkan                    |
| 1982 | Joe Epstein                   | Det är ju min show (I’m Getting My Act Together and Taking It on the Road) Nancy Ford och Gretchen Cryer                                                     | Lars Göran Carlson        | Chinateatern              |
| 1983 |                               | The Boys in the Band Mart Crowley | Börje Ahlstedt            | Folkan                    |
| 1986 |                               | Hotelliggaren (Two Into One) Ray Cooney | Tony Verner               | Folkan                    |
| 1987 |                               | Oj då!... en till?! (One For the Pot) Ray Cooney och Tony Hilton                                                                                             | Chris Johnston            | Folkan                    |
| 1988 | Polis Dr David Mortimore      | Det stannar i familjen (It Runs in the Family) Ray Cooney | Brian Howard              | Folkan                    |
| 1988 | Stanley Kowalski              | Linje Lusta (A Streetcar Named Desire) Tennessee Williams | Georg Malvius             | Folkan                    |
| 1991 | Medverkande                   | Flott & lagom, revy Sven Hugo Persson, Kar de Mumma, Calle Norlén, Carl Zetterström, Tomas Tivemark, Katrin Sundberg                                         | Thomas Ryberger           | Stora teatern, Stockholm  |
| 1992 | Medverkande                   | Mulliga vitaminer, revy Calle Norlén, Sven Hugo Persson, Tomas Tivemark                                                                                      | Mikael Hylin              | Stora teatern, Stockholm  |
| 1995 | Georges                       | Min mamma herr Albin (La Cage aux folles) Jean Poiret | Hans Bergström            | Folkan                    |
| 2001 | Rutger Ahlenius               | Hela sjukan (Only When I Laugh) Eric Chappell | Thomas Ryberger           | Scalateatern/ Riksteatern |
| 2003 | Direktör Sten E Lindén        | Hur man lyckas i business utan att bli utbränd (How to Succeed in Business Without Really Trying) Frank Loesser, Abe Burrows, Jack Weinstock, Willie Gilbert | Peter Björk Anders Albien | Intiman                   |
| 2004 | Hugo Rosenstråle              | Mölle By The Sea | Jan Hertz                 | Fredriksdalsteatern       |
| 2005 | Oliver Warbucks               | Annie Charles Strouse, Thomas Meehan och Martin Charnin | Jan Hertz                 | Nöjesteatern              |
| 2006 | Pantalone                     | Herrskap och tjänstehjon (Il servitore di due padroni) Carlo Goldoni                                                                                         | Jan Hertz                 | Fredriksdalsteatern       |
| 2008 | Vandrarn                      | Stora landsvägen August Strindberg | Wilhelm Carlsson          | Stockholms stadsteater    |
| 2009 | Bernard                       | Boeing Boeing Marc Camoletti | Jan Hertz                 | Nöjesteatern              |
| 2009 | Teaterdirektör Claes Velander | Skaffa mig en tenor (Lend Me a Tenor) Ken Ludwig | Anders Aldgård            | Gunnebo slottsteater      |